# Владіміро Піні
Владіміро Піні (італ. Vladimiro Costantino Pini, 12 серпня 1879, Ліворно - 19 січня 1959, Ліворно) — італійський адмірал та політик.

## Біографія
Владіміро Піні народився 12 серпня 1879 року у Ліворно. У 1896 році вступив до Військово-морської академії, яку закінчив у 1899 році у званні гардемарина. Ніс службу на різних кораблях, зокрема на броненосці «Січілія» (1900-1902), на броненосному крейсері «Веттор Пізані» (1903-1904), на борту якого брав участь в поході на Далекий Схід.
У 1907 році отримав звання лейтенанта. Ніс службу на борту броненосців «Вітторіо Емануеле» протягом 1909-1910 років і «Сарденья» протягом 1910-1911 років. Брав участь в італійсько-турецькій війні на борту крейсера «Етна».
Під час Першої світової війни командував міноносцем «11 PN», потім допоміжним крейсером «Токра». Отримавши у 1917 році звання капітана III рангу, командував есмінцем «Арденте». За участь у бойових діях був нагороджений Бронзовою медаллю «За військову доблесть».
Після закінчення війни Владіміро Піні протягом 1919-1920 років брав участь у роботі військової комісії союзників з контролю за озброєнням Німеччини. У 1920 році отримав звання капітана II рангу і був призначений командувачем крейсера-скаута «Карло Мірабелло», на борту якого у 1924 році здійснив похід водами Північної Європи. Під час походу корабель відвідав Ленінград, ставши першим європейським кораблем, що відвідав місто після більшовицької революції. Потім командував есмінцем «Алессандро Поеріо».
Отримавши звання капітана I рангу, протягом 1928-1930 років командував крейсером «Тренто», на борту якого здійснив похід до берегів Південної Америки. У 1930 році брав участь у роботі Лондонської морської конференції. У 1932 році отримав звання контрадмірала і протягом 1932-1934 років був заступником начальника генерального штабу ВМС Італії. У 1934 році отримав звання дивізійного адмірала і командував 3-ю морською дивізією. Протягом 1935-1938 років знову обіймав посаду заступника начальника генерального штабу ВМС Італії.
За підготовку техніки та озброєнь до Другої італо-ефіопської війни був нагороджений Савойським військовим орденом.
У 1936 році отримав звання адмірала, ескадри, у 1938 році був призначений командувачем 2-ї морської дивізії. Брав участь в операціях італійського флоту під час громадянської війни в Іспанії.
У 1939 році Владіміро Піні був призначений сенатором. Того ж року був призначений командувачем військово-морського командування у Неаполі. Обіймав цю посаду до червня 1943 року. Потім він став головою комітету з нагород у Міністерстві військово-морського флоту в Римі. Від німецького командування отримав Орден Заслуг німецького орла.
Після капітуляції Італії Владіміро Піні залишився на контрольованій Німеччиною території, але відмовився співпрацювати з німцями, а після звільнення Риму відновив службу у ВМС. З 1944 по 1949 рік він був членом різних слідчих комісій і президентом комісії, якій доручено розслідувати офіцерів, які співпрацювали з Італійською моціальною республікою під час німецької окупації.
У 1949 році Владіміро Піні вийшов у відставку. Вільно володіючи англійською та німецькою мовами, він переклав на італійську дванадцять книг про морську війну під час Першої світової війни, одну про Другу світову та одну про російсько-японську війну. Крім того, він сам був автором декількох книг на морську тематику. 
Помер у Ліворно 19 січня 1959 року.

## Нагороди
- Бронзова медаль «За військову доблесть» (нагороджений двічі)
- Срібна медаль «За військову доблесть»
- Кавалер Савойського військового ордена
- Хрест «За військові заслуги»
- Кавалер Ордена Святих Маврикія та Лазаря
- Офіцер Ордена Святих Маврикія та Лазаря
- Командор Ордена Святих Маврикія та Лазаря
- Великий офіцер Ордена Святих Маврикія та Лазаря
- Кавалер Ордена Корони Італії
- Офіцер Ордена Корони Італії
- Командор Ордена Корони Італії
- Великий офіцер Ордена Корони Італії
- Командор  Колоніального ордена Зірки Італії
- Медаль «За китайську  кампанію»
- Медаль Перемоги
- Маврикіанська медаль заслуг за 10 п'ятиліть бездоганної військової кар'єри
- Медаль «В пам'ять об'єднання Італії»
- Пам'ятна медаль за кампанії в Африці
- Пам'ятна медаль за рятувальну операцію після Мессінського землетрусу
- Золотий хрест за вислугу років